# Minka Krvina
Marija »Minka« Krvina, slovenska pisateljica, političarka in kmetica, * 19. februar 1929, Stranska vas pri Dobrovi, † 21. junij 2002, Ljubljana
Vsa njena dela so močno avtobiografsko obarvana in prikazujejo trpljenje izkoriščanega malega človeka. Bralci so Minko Krvina najbolj poznali po domačijskih povestih, v katerih je na prvo mesto postavila družinske in rodbinske odnose oziroma dom kot najvišjo vrednoto. Pisanje je dojemala kot nujnost, s katero si je lahko razbremenila dušo. 
Bila je predsednica krajevne organizacije SZDL in kmečka delegatka v občinski skupščini Ljubljana Vič - Rudnik. Prizadevala si je za osvetlitev kmetijske problematike, večjo enakopravnost kmečkih žena ter pravice delavcev. Nasprotovala je pozidavi kmetijskih zemljišč. 

## Življenje
Rodila se je v revni bajtarski družini, ki je stanovala v bakovški štali v Stranski vasi pri Dobrovi nad Bokalškim vrhom. 
Na poti do znanja ji je veliko pomagala učiteljica Marija Koritzky, ki jo je ves čas spodbujala in ji večkrat priskrbela hrano, obleke in šolske potrebščine. Minkino šolanje se je zaradi italijanske okupacije na silo končalo v osmem razredu osnovne šole. Med vojno je bila partizanska kurirka, po vojni pa je sodelovala pri obnovi porušene domovine v mladinskih delovnih brigadah. Zelo si je želela, da bi nadaljevala šolanje in postala učiteljica, vendar se ji ta želja ni izpolnila. Primožila se je na velik grunt, kjer je bila deležna stalnih očitkov in zaničevanja zaradi svojega bajtarskega porekla.
Ko sta se z možem Francem preselila na opustelo zemljo v Brezju pri Dobrovi, so bili njuni začetki zaradi pomanjkanja osnovnih življenjskih potrebščin in kmetijskega orodja zelo težki. Zaradi dela je začasno ohromela. S pesnico Nežo Maurer sta bili petindvajset let sovaščanki v Brezju pri Dobrovi in vse do Minkine smrti najtesnejši prijateljici.
Pisala je tudi sredi noči. Udeleževala se je številnih družabnih dogodkov, na primer literarnih večerov in različnih srečanj kmečkih žena. rada je pela in bila je članica pevskega zbora KUD Dobrova.

## Smrt
Umrla je na infekcijski kliniki UKC Ljubljana 21. junija 2002 po operaciji zlomljene stegnenice in okužbi z MRSA sepso. Svoje telo je darovala v znanstvene namene. Njen pepel so raztrosili na ljubljanskih Žalah.

## Pisateljsko delo
Literarni opus Minke Krvina zajema pesmi, črtice, kratke zgodbe in povesti. Njene pesmi najpogosteje s cvetno metaforiko odražajo eksistencialno stisko, bolečino in razočaranje ter kritizirajo nepravično družbeno realnost. Veliko njenih črtic opisuje skupne dogodivščine in otroške vragolije, ki sta jih v okolici gradu Bokalce uganjala s sinom grajske dekle.   
Napisala je povesti: Na stranskem tiru, ki je izšla v dveh delih (1972, 1974; ponatis obeh delov skupaj: 1982), Naše mame ljubi vsakdan (1975, ponatis: 1985), Kmetje brez zemlje (1976), Rodila sem jih (1978), Breme resnice (1979) in Deklica s konji (1981).
Njena glavna snov je bila zemlja oziroma kmetstvo. Ljubezen do zemlje in pomen o njeni dragocenosti je Minki Krvina predal oče, ko so med vojno trpeli hudo pomanjkanje. V njenih delih se kažejo številne značilnosti kmečke povesti, saj slikajo odnose med bajtarji in gruntarji, kmeti in delavci ter močno navezanost kmeta na zemljo, ki ji mora brezpogojno služiti, tudi za ceno svoje mladosti, zdravja in čustev. V njenih delih je poleg kmečke in socialne tematike prisotna tudi ljubezenska, vojna in povojna tematika.  
Glavno prizorišče dogajanja v povestih Minke Krvina je podeželsko-vaški milje, ki ga sestavljajo njeni domači kraji v Polhograjskem hribovju. Njena dela temeljijo na resničnih usodah in dogodkih, le osebe so izmišljene oziroma je več resničnih oseb združila v enem literarnem liku.  
S svojimi ženskimi liki se je Minka Krvina v povestih zoperstavila avtoriteti zastarele patriarhalne tradicije. V obliki čustvenih miselnih vložkov je opozarjala na neenakovreden položaj ženske, zlasti kmečke žene, ki mora vsak dan trdo garati in je na kmetiji obravnavana zgolj kot delovna sila in stroj za rojevanje potomcev, ne pa kot enakopravno, čuteče človeško bitje. 
Njene knjige so bile velikokrat povsem razprodane. Leta 1975 je postala članica Društva slovenskih pisateljev.